# Анисимов, Владимир Семёнович
Владимир Семёнович Анисимов (род. 2 января 1954 год, село Волчанка, Новосибирская область) — заслуженный тренер России, тренер-преподаватель по биатлону, мастер спорта СССР по биатлону.

## Биография
Владимир Анисимов родился 2 января 1954 года в селе Волчанка Новосибирской области.
В 1975 году защитил диплом Омского государственного института физической культуры, получив квалификацию тренера-преподавателя по лыжному спорту.
В 1976 году стал работать тренером-преподавателем по биатлону в областном совете ДСО «Спартак». В 1983 году являлся тренером-преподавателем Школы высшего спортивного мастерства, а с 1985 года Владимир Анисимов работает со сборной командой женщин по биатлону Омской области. С 2002 по 2013 год - тренер-преподаватель по биатлону в «Омском областном центре лыжного спорта», «Центре спортивной подготовки Омской области". 
Среди его учеников 26 спортсменов получили звание мастера спорта России, также Анисимов воспитал 3 мастеров спорта международного класса России: М. Демидова, В. Цеханович, Н. Частина и призер Олимпийских Игр в Сочи, заслуженный мастер спорта России Яна Романова. 
Под руководством тренера Владимира Анисимова курганская биатлонистка Яна Романова выигрывала юниорские первенства России, мира, Европы.
Владимир Анисимов — заслуженный тренер России. С 2006 года тренер-преподаватель высшей квалификационной категории.